# Марія Кароліна Савойська
Марія Кароліна Антонієтта Аделаїда Савойська (італ. Maria Carolina Antonietta Adelaide di Savoia), (нар. 17 січня 1764 — пом. 28 грудня 1782) — принцеса Савойська та Сардинська з Савойської династії, донька герцога Савої та короля Сардинії Віктора Амадея III та іспанської інфанти Марії Антонії, перша дружина кронпринца Саксонії Антона Клеменса.

## Біографія
Народилась 17 січня 1764 року у Королівському палаці Турина. Була сьомою дитиною та четвертою донькою кронпринца Савої та Сардинії Віктора Амадея та його дружини Марії Антонії Іспанської. Мала старших братів Карла Емануїла, Віктора Емануїла та Мауріціо й сестер Марію Жозефіну, Марію Терезу та Марію Анну. Згодом сімейство поповнилося синами Карлом Феліксом і Йозефом. Землями в цей час правив їхній дід Карл Еммануїл III. Після його смерті у лютому 1773 року батько успадкував обидва престоли.
Офіційною резиденцією родини був Королівський палац Турину. Вихованням принцеси займалася графиня де Радикаті.
Сестри Марії Кароліни були одружені з представниками французької династії Бурбонів. Саму ж її батько вирішив видати заміж за кронпринца Саксонії. 17-річна дівчина не бажала залишати рідну домівку, проте Віктор Амадей III не звернув уваги на протести доньки.
29 вересня 1781 року у каплиці замку Монкальєрі пройшло весілля Марії Кароліни та Антона Саксонського за довіреністю. Нареченого представляв брат принцеси, Карл Емануїл. Офіційним представником Саксонії на церемонії виступав граф Камілло Марколіні. Офіційні бали з приводу святкової події були дани у Швейцарській залі Королівського палацу в Турині та в замку Монкальєрі. Урочистий прийом відбувся також у палаці Гонтьєрі, доповнений танцем у внутрішньому дворі.

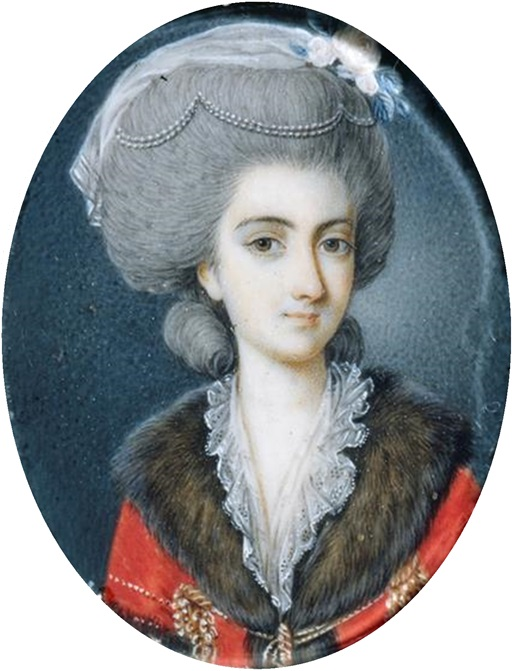
Мініатюра роботи Ф. Л. Клоуза, 1782

На шляху до Саксонії родина супроводжувала Марію Кароліну до Верчеллі. З карети її довелося виштовхувати. Сестра принцеси Марія Жозефіна писала про це:
«Ми супроводжували Марію Кароліну до Верчеллі. Вона боялася. Вона не хотіла виходити заміж, але державні справи вимагають, аби принцеси, завичай заміж виходили. Марія Кароліна має це розуміти. Вона має певну схильність до сором'язливості. Я сподіваюся, вона це виправить, аби змогти добре поладнати з принцом Антоном. Нам з сестрою Марією Терезою довелося виштовхнути її з карети. Вона плакала, сподіваюся, в Саксонії їй буде добре».

14 жовтня принцеса прибула до Аугсбургу, а 24 — до Дрездену, столиці курфюрства. Тоді ж Марія Кароліна вперше побачила свого чоловіка. Ввечері 24 жовтня відбулося вінчання пари. Антон Клеменс був на вісім років старший за наречену. З раннього віку він призначався для духовної кар'єри, від чого згодом відмовився. До державних справ Фрідріх Август І його не допускав, тож юнак жив у тихому усамітненні домашнього кола, займаючись музикою та генеалогією.
Він і його брат-курфюрст робили все, щоб зробити перебування Марії Кароліни на новій батьківщині приємним, проте дівчина відчувала сильну ностальгію за рідною землею. Разом з тим, при саксонському дворі була однією з найвисокопоставленіших жінок поряд з Марією Амалією, дружиною курфюрста.
Між 14 і 15 грудня 1782 року раптово захворіла на віспу і, незважаючи на надану медичну допомогу, померла за два тижні, у віці 18 років. Після публічного прощання була похована у великій крипті Дрезденської придворної кірхи.
За п'ять років Антон Клеменс узяв другий шлюб з австрійською ерцгерцогинею. У 1826 році у похилому віці він став королем Саксонії.

## Вшанування
Популярна серед населення П'ємонту, Марія Кароліна надихнула на створення народної пісні (п'єм. «La Bela Madamin») на місцевому діалекті. Пісня була записана філологом Костантіно Нігра, а згодом — повністю процитована поетом Гвідо Гоццано у вірші «Кароліна Савойська» вже у XX столітті.